# Toquí becgroc
El toquí becgroc o toquí de bec carbassa (Arremon flavirostris) és un ocell de la família dels passerèl·lids (Passerellidae).

## Descripció
El cap del mascle adult és majoritàriament negre, amb un supercili blanc des de la part superior de l'ull fins a la part posterior del cap. El coll és gris i l'esquena, les ales i la cua són verdes. La part inferior és blanca amb vores grisenques i una estreta banda negra a la part superior del pit. La femella adulta és semblant però en general de colors més apagats. Les parts inferiors de la femella són de color beix amb els flancs marrons. Els juvenils són semblants als adults però més apagats. Mesura de 15 a 16,5 cm de longitud. El pes mitjà de 27 exemplars de tres poblacions va ser de 23,6 a 28,1 g.
El cant és una sèrie de sons molt aguts.

## Hàbitat i distribució
Habita el sotabosc dens de les terres baixes tant de boscos caducifolis com de boscos humits i també en vores de bosc del centre i sud-est de Bolívia, Paraguai, est i sud del Brasil i nord-est de l'Argentina. Sol ser observat en parelles que caminen per terra o a prop seu.
En altitud oscil·la entre el nivell del mar i els 1.400 m (4.600 peus).

## Taxonomia
La taxonomia del toquí becgroc (A. flavirostris) va ser discutida breument per Silva (1991) que va examinar 55 exemplars i va suggerir provisionalment el reconeixement de tres espècies: dues d'esquena verda, A. flavirostris i A. dorbignii, i una un d'esquena grisa, A. polionotus (incloent devillii com a sinònim). Silva també va proposar que el color de l'esquena verd oliva compartit per flavirostris i dorbignii era plesiomòrfic, mentre que la curta longitud de les celles era una sinapomorfia que indicava una relació més estreta entre flavirostris i polionotus. Dos treballs recents han tractat la taxonomia del toquí becgroc i s'utilitzen com a fonts principals d'aquesta proposta. Buainain et al. (2016) van estudiar exemplars i vocalitzacions mentre que Trujillo-Arias et al. (2017) es van centrar en distribucions potencials i anàlisis filogeogràfiques.
Basant-se en aquest dos estudis, finalment es va acceptar separar A. dorbignii d'A. flavirostris i seguir tractant com subespècie A. f. polionotus. Així dos, en l'actualitat es reconeixen dues subespècies:
- A. f. flavirostris (Swainson, 1838) localitzat al centre i est de Brasil.
- A. f. polionotus (Bonaparte, 1850) de l'est al centre sud de Bolívia, sud-est de Brasil, Paraguai i nord-est d'Argentina.